# AC Cambrai
AC Cambrai – francuski klub piłkarski z siedzibą w Cambrai. 

## Historia
Athlétic Club Cambrésien został założony w 1919 roku. Przez wiele lat klub występował w niższych klasach rozgrywkowych. W 1970 roku klub po raz pierwszy w historii awansował do Division 2. Pobyt na zapleczu francuskiej ekstraklasy trwał pięć lat. Potem klub zaczął spadać w piłkarskiej hierarchii coraz niżej i występował niższych klasach rozgrywkowych. Obecnie występuje w DH Nord (VI liga). 

## Sukcesy
- 5 sezonów w Division 2: 1970-1975.

## Reprezentanci kraju grający w klubie
- Edmond Baraffe
- Jan Banaś
- Andrzej Sykta